# Rutland Boughton
 Rutland Boughton (Aylesbury, Buckinghamshire, 23 de janeiro de 1878 - Londres, 25 de janeiro de 1960) foi um compositor inglês. Ele também foi um influente ativista comunista dentro do Partido Comunista da Grã-Bretanha (CPGB). 

## Carreira
Sua obra inclui três sinfonias, vários concertos, partes de canções, canções, música de câmara e ópera (que ele chamou de "drama musical" depois de Wagner). Sua obra mais conhecida foi a ópera The Immortal Hour. Seu Bethlehem (1915), baseado no Coventry Nativity Play e notável por seus arranjos corais de canções tradicionais de Natal, também se tornou muito popular entre as sociedades corais em todo o mundo. 
Entre suas muitas obras, o prolífico Boughton compôs uma série completa de cinco óperas dos mitos arturianos, escritas ao longo de um período de trinta e cinco anos: The Birth of Arthur (1909), The Round Table (1915–16), The Lily Maid ( 1933–34), Galahad (1943–44) e Avalon (1944–45). Outras óperas de Boughton incluem The Moon Maiden (1918); Alkestis (1920–22); e The Ever Young (1928–29).
Através do Boughton Trust (veja abaixo), muitas de suas principais obras foram gravadas e estão disponíveis em disco, incluindo The Immortal Hour, Bethlehem, Symphony No 1 Oliver Cromwell, Symphony No 2 Deirdre, Symphony No 3, Oboe Concerto No 1, string quartetos e várias peças e canções de câmara.
Além de suas composições, Boughton é lembrado por sua tentativa de criar uma "Bayreuth inglesa" em Glastonbury, estabelecendo a primeira série de Festivais de Glastonbury. Eles correram com enorme sucesso de 1914 até 1926, quando o apoio para suas atividades musicais secou depois que ele se juntou ao CPGB.

## Composições (lista seletiva)

### Dramáticas

#### Música-Drama
- The Birth of Arthur (1909)
- The Immortal Hour (1912–13)
- Bethlehem (1915)
- The Round Table (1915–16)
- Alkestis (1920–22)
- The Queen of Cornwall (1923–24)
- The Ever Young (1928–29)
- The Lily Maid (1933–34)
- Galahad (1943–44)
- Avalon (1944–45)

#### Obras dramáticas mais curtas
- The Chapel in Lyonesse (1904)
- Agincourt (1918)
- The Moon Maiden (1918)

#### Balé
- Death Dance of Grania (1912)
- Snow White (1914)
- The Death of Columbine (1918)
- May Day (1926–27)

#### Música incidental
- Dante and Beatrice (c. 1902)
- The Land of Heart's Desire (1917)
- Little Plays of St Francis (1924–25)
- Isolt (1935)

### Orquestral
- A Summer Night, (1899, revisada1903)
- The Chilterns, (1900)
- Britannia, (1901)
- Variations on a Theme of Purcell (1901)
- Imperial Elegy: Into the Everlasting, (1901)
- Troilus and Cressida (Thou and I), (1902)
- School for Scandal, (1903)
- Symphony No. 1, Oliver Cromwell (1904–05)
- Love in Spring, (1906)
- Three Folk Dances, (1912)
- The Round Table, (1916)
- The Queen of Cornwall, (1926)
- Symphony No. 2, Deirdre (1926–27)
- Three Flights for Orchestra (1929)
- Winter Sun (1932)
- Overture to the Arthurian Cycle (1936)
- Sinfonia nº 3 em si menor (1937)
- Rondo in Wartime (1941)
- Orchestral Prelude on a Christmas Hymn (1941)
- Reunion Variations (1945)
- Aylesbury Games, (1952)

### Concertante
- Concerto para oboé e cordas nº 1 em dó (1936)
- Concerto para oboé e cordas nº 2 em sol (1937)
- Concerto para flauta e cordas (1937)
- Concerto para orquestra de cordas (1937)
- Concerto para trompete e orquestra (1943)

### Música de câmara
- Celtic Prelude "The Land of Heart’s Desire" (1921)
- Sonata para violino (1921)
- Quarteto de Cordas nº 1 em A, The Greek (1923)
- Quarteto de Cordas nº 2 em Fá, From the Welsh Hills (1923)
- Trio para flauta, oboé e piano (1925)
- Quarteto de oboé nº 1 (1932)
- Three Songs without Words, para quarteto de oboé (1937)
- Trio de Cordas (1944)
- Quarteto de oboé nº 2 (1945)
- Piano trio (1948)
- Sonata para violoncelo (1948)

### Música coral
- The Skeleton in Armour, 1898, revisado em 1903)
- Sir Galahad, (1898)
- The Invincible Armada, (1901)
- Dois conjuntos de Choral Variations, (1905)
- Midnight, (1907)
- The City, (1909)
- Six Spiritual Songs, (1910)
- Six Celtic Choruses, (1914)
- The Cloud, (1923)
- Pioneers, (1925)
- Child of Earth, (1927)

### Músicas
- Songs of the English (1901)
- Four Faery Songs (1901)
- Six Songs of Manhood (1903)
- Five Celtic Songs (1910)
- Songs of Womanhood (1911)
- Songs of Childhood (1912)
- Symbol Songs (1920)
- Four Everyman Songs (1922)
- Three Hardy Songs (1924)